# Ильтуд
Ильтуд (V век)— валлийский святой. День памяти — 6 ноября.

## Биография
Святой Ильтуд был сыном бретонца, жившего в Летавии (Letavia), то есть в Бретани (хотя некоторые специалисты полагают в качестве Литавии местность в центральном Бредноке, Англия), который прибыл в Британию, чтобы навестить своего брата, короля Артура.
Позднее житие гласит, что святой Ильтуд был женат на Тринегиде (Trynihid) и служил в армии вождя племени в Гламоргане. Когда его товарищ был случайно убит на охоте, святой Кадок (память 25 сентября) посоветовал ему следом оставить мир.
Ильтуд и Тринигида приняли совет святого и стали жить вместе как затворники в хижине на берегу реки Надафан (Nadafan River), покуда ангел Господень не повелел святому удалиться от супруги. Он оставил свою жену, чтобы стать монахом под окормлением св. Дубрикия (память 14 ноября), но со временем он стал жить отшельником на берегу потока, именуемого Ходнант. Около святого Ильтуда собралось много учеников, и он собрал их в монастырь Ллантвит Мажор, который согласно житию святого Павла Аврелиана (память 12 марта), располагался в пределах Диведа, именуемых Пир (Pyr), обычно отождествляемых с островом Калдей противу Тенби. Монастырь вскоре окреп и стал центром миссионерской активности в Уэльсе.
С именем святого связывают многие чудеса. Он был питаем небесами, когда из-за гнева вождей он должен был бежать и скрываться в пещере. Он чудесным образом восстановил порушенную стену. По преданию, с его именем связано спасение Бретани от голода, куда он направил зерно. В Бретани многие места и храмы связаны с именем Ильтуда.
Считается, что святой Ильтуд скончался либо в Доле, Бретань, куда он удалился в преклонном возрасте, либо в Ллантвите, либо в Дефиноке (Defynock). Одно из валлийских преданий именует его одним трёх рыцарей, которых король Артур назначил ответственными за Святой Грааль. Другое предание отождествляет его с Галахадом.